# Riad Chibani
Riad Chibani (en arabe : رياض شيباني), né le 27 janvier 1964 à Casbah, est un judoka algérien.

## Carrière
Riad Chibani évolue dans la catégorie des moins des 86 kg  à la JS Kabylie. Il est cinq fois champion d'Algérie et 3 fois champion d'Algérie par équipes. Il remporte la médaille d'or par équipes aux Championnats d'Afrique de judo 1986 au Maroc et médaillé de bronze arabe en 1987 au Caire.
Il dispute le tournoi des moins de 86 kg des Jeux olympiques d'été de 1988 à Séoul ; après avoir éliminé le Colombien William Medina, il perd en quarts de finale contre le Français Fabien Canu. 
Il remporte la médaille d'argent dans la catégorie des moins de 86 kg aux Championnats d'Afrique de judo 1989 à Abidjan, la médaille d'or dans la même catégorie aux Championnats d'Afrique de judo 1990 à Alger ainsi que la médaille d'or par équipes dans ces mêmes championnats, et la médaille de bronze dans la catégorie des moins de 95 kg aux Jeux panarabes de 1997 à Beyrouth.